# William Crothers (remero)
William Crothers –conocido como Will Crothers– (Kingston, 14 de junio de 1987) es un deportista canadiense que compitió en remo.
Participó en tres Juegos Olímpicos de Verano, obteniendo una medalla de plata en Londres 2012, en la prueba de ocho con timonel.
Ganó dos medallas en el Campeonato Mundial de Remo, en los años 2006 y 2011.

## Palmarés internacional
| Juegos Olímpicos   | Juegos Olímpicos      | Juegos Olímpicos  | Juegos Olímpicos   |
| Año                | Lugar                 | Medalla           | Prueba             |
| ------------------ | --------------------- | ----------------- | ------------------ |
| 2012               | Londres (Reino Unido) | Medalla de plata  | Ocho con timonel   |
| Campeonato Mundial |                       |                   |                    |
| Año                | Lugar                 | Medalla           | Prueba             |
| 2006               | Eton (Reino Unido)    | Medalla de plata  | Cuatro con timonel |
| 2011               | Bled (Eslovenia)      | Medalla de bronce | Ocho con timonel   |